# Кыпа-Кыталькы
Кыпа-Кыталькы (устар. Кыпа-Кыталь-Кы) — река в России, протекает по территории Ямало-Ненецкого автономного округа. Устье реки находится в 755 км по левому берегу реки Таз. Длина реки составляет 107 км. Площадь бассейна — 730 км².

## Притоки
- 6 км: река без названия (лв)
- 22 км: Источная (пр)
- 57 км: Ныршальоккылькикэ[3] (пр)
- 90 км: Пиркы-Тоткикэ[4] (лв)

## Данные водного реестра
По данным государственного водного реестра России относится к Нижнеобскому бассейновому округу, водохозяйственный участок реки — Таз, речной подбассейн реки — подбассейн отсутствует. Речной бассейн реки — Таз.
Код объекта в государственном водном реестре — 15050000112115300066069.